# Mitteldeutscher Verkehrsverbund
Der Mitteldeutsche Verkehrsverbund (MDV) ist ein länderübergreifender Verkehrsverbund des öffentlichen Nahverkehrs (ÖPNV) im Großraum Leipzig-Halle. Sitz der Gesellschaft ist Halle (Saale) in Sachsen-Anhalt, die Geschäftsstelle befindet sich jedoch in Leipzig im Land Sachsen.
Der Mitteldeutsche Verkehrsverbund ist ein so genannter Mischverbund. Gesellschafter sind die Aufgabenträger (also beispielsweise die Landkreise) zu 51 % sowie die Verkehrsunternehmen mit 49 %. Ziel des MDV ist es, das Fahren mit Nahverkehrszügen, S-Bahn, Straßenbahn und Bus für alle Menschen in Mitteldeutschland einfacher zu gestalten. So bietet der MDV heute ein einheitliches Ticketsystem und arbeitet an einem abgestimmten Fahrplan.

## Geschichte
Eingeführt wurde der Verbund mit einem einheitlichen Tarifsystem am 1. August 2001 in vier Landkreisen und den beiden kreisfreien Städten und wurde seitdem mehrfach erweitert: Am 1. August 2004 wurden unter anderem die letzten verbundlosen sächsischen Landkreise aufgenommen und am 1. August 2005 mit Altenburg das Gebiet des ehemaligen DDR-Bezirks Leipzig, das noch stark nach Leipzig orientiert ist, im MDV komplettiert. Über einen Beitritt des Landkreises Bitterfeld wurden ebenfalls kurz nach Einführung Verhandlungen aufgenommen, jedoch waren diese damals nicht erfolgreich. Anders als bei den ersten Beitritten wollte das Land Sachsen-Anhalt keine Durchtarifierungsverluste mehr erstatten.
Im Februar 2018 wurde bekannt, dass das Verbundgebiet um die Landkreise Anhalt-Bitterfeld und Wittenberg sowie die kreisfreie Stadt Dessau-Roßlau erweitert werden soll. Im Dezember 2019 wurde zunächst der Zugverkehr in diesem Gebiet in den MDV integriert, die Vollintegration mit Bus- und Straßenbahnverkehr wird angestrebt. Ebenfalls im Dezember 2019 wurde der Bahnhof Könnern im Salzlandkreis Teil des Verbundes.
| Erweiterungs- jahr | Landkreise + kreis- freie Städte | Größe in km² | Einwohner in Mio. | Unter- nehmen | Tarif- zonen |
| ------------------ | -------------------------------- | ------------ | ----------------- | ------------- | ------------ |
| 2001               | 4+2                              | 3500         | 1,3               | 12            | 24           |
| 2004               | 9+2                              | 7400         | 1,8               | 28            | 57           |
| 2005               | 10+2                             | 7970         | 1,9               | 28            | 61           |

## Aufgabenträger
Der MDV umfasst (Beitrittsjahr in Klammern):

MDV-Ausdehnung

|  | in Sachsen - Kreisfreie Stadt Leipzig (seit 2001) - Landkreis Leipzig (ehem. Landkreis Leipziger Land seit 2001, ehem. Muldentalkreis seit 2004) - Landkreis Nordsachsen (ehem. Landkreis Delitzsch seit 2001, ehem. Landkreis Torgau-Oschatz seit 2004) - Zweckverband für den Nahverkehrsraum Leipzig (ZVNL) in Sachsen-Anhalt - Kreisfreie Stadt Halle (seit 2001) - Saalekreis (ehem. Landkreis Merseburg-Querfurt und ehem. Saalkreis seit 2001) - Burgenlandkreis (alter Burgenlandkreis und ehem. Landkreis Weißenfels seit 2004) - Nahverkehrsservice Sachsen-Anhalt (NASA) in Thüringen - Landkreis Altenburger Land (seit 2005) |

Ab 2004 war auch der ehemalige Landkreis Döbeln Teil des Mitteldeutschen Verkehrsverbundes. Infolge der sächsischen Kreisgebietsreform von 2008 wurde dieser jedoch Teil des Landkreises Mittelsachsen. Seit August 2011 gehört der gesamte Landkreis Mittelsachsen einschließlich des ehemaligen Landkreises Döbeln zum Verkehrsverbund Mittelsachsen. Lediglich für verbundraumübergreifende Fahrten zwischen dem ehemaligen Landkreis Döbeln und dem Mitteldeutschen Verkehrsverbund bestehen noch tarifliche Übergangsregelungen.

## Auskunftsmedien

### App
Seit Mitte 2020 stellt der MDV die App MOOVME zur Verfügung. Sie löste die App easy.go ab. Neben einer verbundweiten Verbindungsauskunft auf Basis der INSA-Fahrplanauskunft der Nahverkehrsservice Sachsen-Anhalt ist über die beteiligten Partner DB Regio, Hallesche Verkehrs-AG, Omnibus-Verkehrsgesellschaft Heideland und Regionalbus Leipzig der Kauf von Fahrkarten möglich. Seitdem ist auch ein Kauf von Verbundtickets im DB Navigator möglich. Die Leipziger Verkehrsbetriebe sind nicht beteiligt, sondern bieten die multimodale App Leipzig MOVE an.

### Fahrplanhefte
Folgende Fahrplanhefte werden im MDV herausgegeben:
- Für die Stadt Halle (Saale) gibt es nur einzelne Linienfaltblätter, dort erschien das Fahrplanheft letztmals zum Fahrplanwechsel am 11. März 2013. Seit dem Fahrplanwechsel am 29. November 2013 gibt es kein Fahrplanheft mehr, die Einstellung geschah laut HAVAG aus Gründen der Wirtschaftlichkeit und der gesunkenen Nachfrage.[8]
- Landkreis Nordsachsen, Region Torgau-Oschatz
- Landkreis Nordsachsen, Region Delitzsch
- Für den Stadtverkehr Leipzig und Leipziger Umland gibt es seit dem Fahrplanwechsel am 14. Dezember 2014 ebenfalls nur noch einzelne Linienfaltblätter. Dort erschien zum Fahrplanwechsel am 15. Dezember 2013 letztmals das Fahrplanheft. Als Gründe wurden seitens der LVB ebenfalls die Wirtschaftlichkeit, die immer weiter zurückgegangene Nachfrage und die Aktualität genannt.[9]
- Landkreis Altenburger Land und Region Borna
- Landkreis Leipzig
- Burgenlandkreis
- Landkreis Saalekreis[10]

## PlusBus
Zum Start der S-Bahn Mitteldeutschland am 15. Dezember 2013 wurden ausgewählte Buslinien im MDV-Gebiet in Sachsen und Sachsen-Anhalt zu PlusBus-Linien aufgewertet. Als Integriertes Netz des MDV geplant, sollen auch die Gemeinden, die abseits der S-Bahn-Strecken liegen, vom neuen Angebot profitieren. Die Buslinien verkehren unabhängig von Schultagen, Ferien und Wochenenden täglich in einem leicht merkbaren Takt. So wird an Schultagen wie Ferientagen ein durchgehender Stundentakt von früh bis abends angeboten, samstags wird im Zweistundentakt gefahren, an Sonn-/Feiertagen wird annähernd im Zweistundentakt gefahren, jedoch mindestens vier Fahrten pro Richtung.
Stand 15. Dezember 2024
| Linie | Endpunkte                     | Verlauf                                              | Verkehrsunternehmen                                                                 |
| ----- | ----------------------------- | ---------------------------------------------------- | ----------------------------------------------------------------------------------- |
| 65    | Markranstädt ↔ Markkleeberg   | Miltitz – Schönau – Großzschocher                    | Leipziger Verkehrsbetriebe                                                          |
| 91    | GVZ Leipzig ↔ Wahren          | Porsche – S-Bf. Wahren                               | Leipziger Verkehrsbetriebe                                                          |
| 100   | Groitzsch ↔ Markkleeberg      | Kobschütz – Zwenkau – Großdeuben – Gaschwitz         | Regionalbus Leipzig                                                                 |
| 101   | Borna ↔ Zwenkau               | Lobstädt – Kahnsdorf – Rötha – Böhlen                | Regionalbus Leipzig                                                                 |
| 106   | Großstädteln ↔ Probstheida    | Markkleeberg – Wachau                                | Regionalbus Leipzig                                                                 |
| 107   | Zwenkau ↔ Connewitz           | Großdeuben – Gaschwitz – Großstädteln – Markkleeberg | Regionalbus Leipzig                                                                 |
| 131   | Merseburg ↔ Leipzig           | Wallendorf – Günthersdorf – Rückmarsdorf             | Personennahverkehrsgesellschaft Merseburg-Querfurt Leipziger Verkehrsbetriebe       |
| 141   | Borna ↔ Probstheida           | Espenhain – Störmthal – Wachau                       | Regionalbus Leipzig                                                                 |
| 144   | Kitzscher ↔ Zwenkau           | Thierbach – Espenhain – Rötha – Böhlen               | Regionalbus Leipzig                                                                 |
| 190   | Landsberg ↔ Leipzig-Möckern   | Sietzsch – Wiedemar – Glesien – Radefeld             | Nordsachsen Mobil                                                                   |
| 196   | Bad Düben ↔ Leipzig           | Wellaune – Lindenhayn – Krostitz – Hohenossig        | Nordsachsen Mobil                                                                   |
| 207   | Delitzsch ↔ Schkeuditz-Papitz | Zschortau – Wolteritz – Radefeld – Schkeuditz        | Nordsachsen Mobil                                                                   |
| 210   | Delitzsch ↔ Bad Düben         | Spröda – Reibitz – Löbnitz – Tiefensee – Schnaditz   | Nordsachsen Mobil                                                                   |
| 232   | Eilenburg ↔ Tornau            | Mörtitz – Gruna – Laußig – Pristäblich – Bad Düben   | Nordsachsen Mobil                                                                   |
| 258   | Borna ↔ Lucka                 | Deutzen – Regis-Breitingen                           | THÜSAC Personennahverkehrsgesellschaft                                              |
| 276   | Borna ↔ Espenhain             | Kesselshain – Eula – Kitzscher – Mölbis              | THÜSAC Personennahverkehrsgesellschaft                                              |
| 309   | Halle ↔ Schochwitz            | Bennstedt – Langenbogen – Höhnstedt                  | Omnibusbetrieb Saalekreis                                                           |
| 312   | Halle ↔ Querfurt              | Eisdorf – Teutschenthal – Steuden                    | Omnibusbetrieb Saalekreis                                                           |
| 320   | Halle ↔ Bad Lauchstädt        | Angersdorf – Holleben – Delitz                       | Omnibusbetrieb Saalekreis                                                           |
| 330   | Halle ↔ Löbejün               | Morl – Gimritz – Wettin – Nauendorf                  | Omnibusbetrieb Saalekreis                                                           |
| 345   | Halle ↔ Landsberg             | Braschwitz – Hohenthurm – Gütz                       | Omnibusbetrieb Saalekreis                                                           |
| 350   | Halle ↔ Zörbig                | Oppin – Brachstedt – Spören                          | Omnibusbetrieb Saalekreis                                                           |
| 350   | Altenburg ↔ Schmölln          | Burkersdorf – Großstöbnitz                           | THÜSAC Personennahverkehrsgesellschaft                                              |
| 358   | Halle ↔ Döllnitz              | Zwintschöna – Dieskau                                | Omnibusbetrieb Saalekreis                                                           |
| 380   | Halle ↔ Müllerdorf            | Lieskau – Schiepzig – Salzmünde – Köllme             | Omnibusbetrieb Saalekreis                                                           |
| 500   | Zeitz ↔ Altenburg             | Tröglitz – Rehmsdorf – Meuselwitz – Gerstenberg      | Personenverkehrsgesellschaft Burgenlandkreis THÜSAC Personennahverkehrsgesellschaft |
| 580   | Altenburg ↔ Lucka             | Rositz – Meuselwitz – Breitenhain                    | THÜSAC Personennahverkehrsgesellschaft                                              |
| 610   | Grimma ↔ Bad Lausick          | Kleinbardau – Etzoldshain                            | Regionalbus Leipzig                                                                 |
| 619   | Grimma ↔ Colditz              | Großbothen – Leisenau – Schönbach                    | Regionalbus Leipzig                                                                 |
| 630   | Grimma ↔ Wermsdorf            | Döben – Bröhsen – Ragewitz – Mutzschen               | Regionalbus Leipzig                                                                 |
| 640   | Klinga ↔ Brandis              | Naunhof – Erdmannshain – Albrechtshain – Beucha      | Regionalbus Leipzig                                                                 |
| 641   | Grimma ↔ Kitzscher            | Seelingstädt – Ammelshain – Naunhof – Belgershain    | Regionalbus Leipzig                                                                 |
| 644   | Grimma ↔ Brandis              | Beiersdorf – Klinga – Ammelshain – Polenz            | Regionalbus Leipzig                                                                 |
| 689   | Beucha ↔ Gerichshain          | Waldsteinberg – Brandis                              | Regionalbus Leipzig                                                                 |
| 690   | Grimma ↔ Leipzig              | Pomßen – Köhra – Großpösna – Probstheida             | Regionalbus Leipzig                                                                 |
| 693   | Grimma ↔ Wurzen               | Hohnstädt – Trebsen – Pausitz – Bennewitz            | Regionalbus Leipzig                                                                 |
| 694   | Grimma ↔ Wurzen               | Golzern – Nerchau – Neichen – Burkartshain           | Regionalbus Leipzig                                                                 |
| 700   | Eisleben ↔ Querfurt           | Bischofrode – Rothenschirmbach                       | Personennahverkehrsgesellschaft Merseburg-Querfurt Verkehrsgesellschaft Südharz     |
| 721   | Merseburg ↔ Mücheln           | Geusa – Braunsbedra                                  | Personennahverkehrsgesellschaft Merseburg-Querfurt                                  |
| 724   | Merseburg ↔ Schkeuditz        | Schkopau – Ammendorf – Pritzschöna – Wehlitz         | Personennahverkehrsgesellschaft Merseburg-Querfurt                                  |
| 728   | Merseburg ↔ Querfurt          | Milzau – Bad Lauchstädt – Schafstädt                 | Personennahverkehrsgesellschaft Merseburg-Querfurt                                  |
| 759   | Torgau ↔ Greudnitz            | Zinna – Drebligar – Dommitzsch – Proschwitz          | Nordsachsen Mobil                                                                   |
| 781   | Torgau ↔ Oschatz              | Beckwitz – Sitzenroda – Schmannewitz – Dahlen        | Nordsachsen Mobil                                                                   |
| 800   | Weißenfels ↔ Hohenmölsen      | Zorbau – Granschütz – Webau – Wählitz                | Personenverkehrsgesellschaft Burgenlandkreis                                        |
| 801   | Oschatz ↔ Wermsdorf           | Fliegerhorst – Lampersdorf – Collm – Mahlis          | Nordsachsen Mobil                                                                   |
| 820   | Zeitz ↔ Naumburg              | Osterfeld – Stößen                                   | Personenverkehrsgesellschaft Burgenlandkreis                                        |
| 850   | Zeitz ↔ Hohenmölsen           | Draschwitz – Reuden – Profen – Strandbad Mondsee     | Personenverkehrsgesellschaft Burgenlandkreis                                        |

Die Linien 131, 320, 330, 350, 380, 500, 700, 728, 800, 820 und 850 verkehren zudem im Bahn-Bus-Landesnetz Sachsen-Anhalt.

## Freie Fahrradmitnahme
In allen Zügen des Nahverkehrs kann ein Fahrrad pro Fahrgast kostenfrei mitgenommen werden, ebenfalls in allen Bussen und Straßenbahnfahrzeugen im Saalekreis, im Burgenlandkreis und im Bahn-Bus-Landesnetz Sachsen-Anhalt sowie montags bis sonnabends von 19:30 bis 6 Uhr und sonntags sowie an sächsischen Feiertagen ganztägig im Liniennetz der Leipziger Verkehrsbetriebe (LVB).

## Verkehrsunternehmen im MDV

### Eisenbahnverkehrsunternehmen
- Abellio Rail Mitteldeutschland
- DB Regio Südost (Deutsche Bahn)
- S-Bahn Mitteldeutschland
- Regionalverkehre Start Deutschland GmbH
- Döllnitzbahn GmbH (DBG)
- Erfurter Bahn GmbH (EB)
- Mitteldeutsche Regiobahn (MRB) / Transdev Regio Ost

### Straßenbahn und Bus
- Hallesche Verkehrs-AG (HAVAG)
- Leipziger Verkehrsbetriebe GmbH (LVB)

### Bus
- OBS Omnibusbetrieb Saalekreis GmbH
- Nordsachsen mobil GmbH (nomo) (bis zum 31. Dezember 2021 Omnibusverkehrsgesellschaft mbH „Heideland“ (OVH))
- Personennahverkehrsgesellschaft Merseburg-Querfurt mbH (PNVG)
- Personenverkehrsgesellschaft Burgenlandkreis mbH
- Regionalbus Leipzig GmbH (bis zum 12. Dezember 2014 Personenverkehrsgesellschaft Muldental mbH (PVM))
- THÜSAC Personennahverkehrsgesellschaft mbH
- Vetter Verkehrsbetriebe

## Ehemalige Verkehrsunternehmen im MDV

### Eisenbahnverkehrsunternehmen
- Burgenlandbahn GmbH

### Bus
- Auto-Webel GmbH, Delitzsch
- Bus- & Reiseunternehmen Ludwig
- Busverkehr Geißler GmbH, Eilenburg
- Omnibus-Reiseunternehmen Naundorf
- Omnibusverkehr Leupold OHG
- Omnibusnahverkehr Runge-Reisen
- RVL Regionalverkehr Leipzig GmbH
- Regionalverkehrsgesellschaft mbH Weißenfels (ab 2012 auch unter PNVG)
- Reise- und Omnibusunternehmen Volker Kaltofen
- Reiseverkehr Schulze OHG
- Omnibus- und Reiseverkehr Heinz Wittig
- SaxBus Eilenburger Busverkehr GmbH
- Schmidt-Reisen
- Verkehrsgesellschaft Döbeln mbH (VGD)